# Thulachhap
Thulachhap (en népalais : ठूलाछाप) est un comité de développement villageois du Népal situé dans le district d'Okhaldhunga. Au recensement de 2011, il comptait 3 070 habitants.